# Tabanus gladiator
Tabanus gladiator är en tvåvingeart som beskrevs av Stone 1935. Tabanus gladiator ingår i släktet Tabanus och familjen bromsar. Inga underarter finns listade i Catalogue of Life.